# Ô Tô
Ô Tô (tiếng Uyghur: ۋۇسۇ; giản thể: 乌苏; phồn thể: 烏蘇; bính âm: Wūsū, cũng gọi là Usu; tiếng Kazakh: وسۋ) là một thành phố cấp huyện thuộc địa khu Tháp Thành, Châu tự trị dân tộc Kazakh-Ili, Khu tự trị Tân Cương, Trung Quốc. Sản xuất dầu mỏ chiếm một vị trí quan trọng trong nền kinh tế thành phố Ô Tô. Khu đô thị của Ô Tô là một ốc đảo nằm trên bồn địa Dzungarian. Ô Tô nằm giữa các thành phố chính ở miền bắc Tân Cương là Bole và Thạch Hà Tử và nằm về phía tây của tỉnh lị Ürümqi và thành phố Kuitun, phía nam của Karamay.

## Giao thông
Quốc lộ 312, Đường sắt Bắc Cương và Đường sắt số 2 Ô Tinh đi qua địa bàn thành phố.

### Trấn
| - Ô Tô (乌苏镇) - Bạch Dương Câu (白杨沟镇) - Cáp Đồ Bố Hô (哈图布呼镇) - Hoàng Cung (皇宫镇) - Xa Bài Tử (车排子镇) | - Cam Hà Tử (甘河子镇) - Bách Tuyền (百泉镇) - Cổ Nhĩ Đồ (古尔图镇) - Tây Hồ (西湖镇) - Tứ Khỏa Thụ (四棵树镇) |

### Hương
| - Bát Thập Tứ Hộ (八十四户乡) - Cửu Gian Lâu (九间楼乡) - Giáp Hà Tử (夹河子乡) | - Thạch Kiều (石桥乡) - Đầu Đài (头台乡) - Tây Đại Câu (西大沟乡) |

### Hương dân tộc
- Hương dân tộc Mông Cổ-Cát Nhĩ Cách Lặc Đặc Quách Lăng (吉尔格勒特郭楞蒙古族乡)
- Hương dân tộc Mông Cổ- Tháp Bố Lặc Hợp Đặc (塔布勒合特蒙古族乡)